# Esercito di liberazione nazionale (Macedonia)
L'Esercito di Liberazione Nazionale (albanese: Ushtria Çlirimtare Kombëtare - UÇK ; macedone: Ослободителна национална армија - ОНА), anche noto come UÇK macedone, era il nome di un'organizzazione paramilitare insurrezionale nazionalista operante nell'allora Repubblica di Macedonia tra il 1999 ed il 2001 e che si proponeva la costruzione di un'Albania etnica o della Grande Albania.

## Storia
Sebbene alcuni suoi membri fossero affiliati anche all'Esercito di liberazione del Kosovo (Ushtria Çlirimtare e Kosovës), con il quale inizialmente condivise la sigla ed un nome similare oltre all'obiettivo strategico, si trattava ufficialmente di organizzazioni separate.
Alla conclusione della guerra macedone del 2001, l'UÇK è stata disarmata in ossequio alle clausole dell'accordo di Ocrida che concedeva maggiori diritti ed autonomia alle minoranze albanesi del paese. Tuttavia furono consegnate solo armi obsolete (alcune risalivano alla prima guerra mondiale). Poiché l'organizzazione mantiene ancora solidi rapporti con esponenti della Macedonia occidentale, Kosovo e Serbia meridionale, la possibilità di una recrudescenza del conflitto è un rischio concreto per la stabilità dei Balcani.
Dopo le cessate di fuoco, Ali Ahmeti, comandante generale della guerriglia, dichiarò che ormai era tempo di una riconciliazione etnica, visto che il governo macedone aveva accolto le loro richieste. Inoltre, anche se non verificabile, ha dichiarato che l'organizzazione si era disciolta.

## Il ritorno del conflitto
Nel 2004 e nel 2005 un gruppo di 80 militanti guidati da Agim Krasniqi controllava due volte il villaggio di Kondovo. Attraverso i media, Krasniqi ha minacciato di bombardare Skopje ei suoi uomini hanno rapito e picchiato quattro agenti di polizia.
Nel 2007 un gruppo di almeno 23 militanti controllava la regione del villaggio Brodec sui monti Šar. La polizia lanciò l'Operazione Mountain Storm e sconfisse il gruppo.
Nell'aprile 2010 è stato scoperto un nascondiglio di armi probabilmente destinato ad azioni di gruppo vicino al confine con la Serbia; includeva uniformi con marchi UÇK.
L'UÇK ha rivendicato in modo responsabile l'attacco del governo di Skopje del 2014. L'organizzazione, nella lettera firmata da "Kushtrimi" al governo, ha affermato che la forza d'élite "Hasan Prishtina" ha colpito il palazzo del governo in un'azione coordinata. L'organizzazione afferma di non essere soddisfatta dell'accordo di Ocrida del 2001.
Il 21 aprile 2015, un gruppo di 40 uomini armati con toppe dell'UÇK ha attaccato una stazione di polizia di frontiera a Gošince. Il gruppo ha legato i poliziotti e li ha picchiati, poi ha rubato le loro armi e i dispositivi di comunicazione. Prima di partire per il Kosovo, hanno lasciato un messaggio con scritto: "Siamo dell'Esercito di Liberazione Nazionale. Dite loro che né Ali Ahmeti né Nikola Gruevski possono salvarvi. Non vogliamo alcun accordo quadro e se vi vedremo di nuovo qui, vi uccideremo. Vogliamo il nostro stato."
Durante gli scontri di Kumanovo, 14 dei 22 belligeranti uccisi indossavano uniformi con le insegne dell'UÇK, secondo Nikola Gruevski il gruppo armato non aveva il sostegno di membri della minoranza albanese contrariamente al conflitto del 2001.